# گانر (فیلم)
گانر (به انگلیسی: Gunner) یک فیلم اکشن و دلهره‌آور آمریکایی محصول سال ۲۰۲۴ به نویسندگی گری اسکات تامسون و کارگردانی دیمیتری لوگوتتیس است. بازیگرانی چون لوک همسورث، مایکل شانون جنکینز، یولیا کلاس، گرانت فیلی، کانر دی وولف، جوزف بائنا و مورگان فریمن به ایفای نقش پرداخته‌اند.

## داستان
لی گانر سعی می‌کند پسرانش لوک و تراویس را از دست یک باند خطرناک مواد مخدر نجات دهد.

## ساخت
فیلمبرداری در برمینگم، آلاباما در ۳۰ مارس ۲۰۲۳ آغاز شد. فیلمبرداری همچنین در بسمر (آلاباما) در آوریل ۲۰۲۳ انجام شد.

## انتشار
این فیلم در ۱۶ اوت ۲۰۲۴ در سینماهای منتخب و به صودت دیجیتال منتشر شد.